# جمية صغيرة
الجُمِية الصغيرة (باللاتينية: Phacelia minor) نوع نباتي ينتمي إلى جنس الجمية من الفصيلة الحمحمية.
الجُمِية الصغيرة نوع نباتي ينتمي إلى جنس الجمية من الفصيلة الحمحمية، يعود أصل الزهرة إلى جنوب كاليفورنيا، وباجا كاليفورنيا، وتمنو في صحراء ولاية كولورادو، وفي بعض مناطق أخرى، وهو عشب سنوي غير متفرع يصل طوله من 20-60 سم، ويصل طول الأوراق إلى 11 سم، وهي مجعدة مسننة، على شكل شفرات بيضاوية، أو دائرية.